# Microporella funbio
Microporella funbio — вид мохуваток з родини Microporellidae. Описаний у 2020 році.

## Поширення
Вид поширений на сході Атлантики. Виявлений на півночі Кадіської затоки.